# ۱۹۲۱ (فیلم ۱۹۸۸)
«۱۹۲۱» (انگلیسی: 1921) یک فیلم جنگی هندی به زبان مالایایی محصول سال ۱۹۸۸ به نویسندگی تی داموداران و کارگردانی آی.وی. ساسی در جریان قیام شورش مالابار در سال ۱۹۲۱ می‌گذرد. این فیلم دارای گروهی از بازیگران شامل مموتی، مادو، سورش گوپی، تی جی راوی، سیما، اورواشی و موکش است. داستان خیالی خادر (با بازی مموتی)، کهنه سرباز جنگ جهانی اول است که در جریان قیام به شورشیان مپیلا می‌پیوندد.